# Ерёмина, Елизавета Владимировна
Елизавета Владимировна Ерёмина (фр. Jérémine, Elisabeth) (1879—1964) — русский и французский петрограф.

## Биография
Родилась 28 октября 1879 года[по какому календарю?] в деревне Каменка Московской губернии в семье Владимира Черняева.
Окончила в 1904 году физико-математическое отделение (химия) Высших женских (Бестужевских) курсов. Училась у петрографа Ф. Ю. Левинсон-Лессинга и стала его ассистентом на кафедре петрографии в Санкт-Петербургском университете; вместе со своим учителем была на 8-й (парижской) сессии Международного геологического конгресса. В 1904—1913 годах она преподавала геологию на Бестужевских курсах.
Её первые научные работы были опубликованы в 1905 году в соавторстве с Ф. Ю. Левинсон-Лессингом, научные связи которого сыграли определяющую роль в организации стажировок Ерёминой в Европе для совершенствования в области петрографии. В 1905 году она совершенствовалась в применении оптических методов в петрографических исследованиях у Л. Дюпарка в Женевском университете. При подготовке докторской диссертации она работала с профессором Лозаннского университета М. Люжоном. В 1912 году она получила степень доктора наук Лозаннского университета за работу по геологии предгорий Швейцарских Альп, которая вошла в монографию, опубликованную в соавторстве с М. Люжоном в 1911 году.
В 1921 году приняла участие в первой Кольской экспедиции А. Е. Ферсмана и в том же году навсегда покинула Россию. Работала в геологической лаборатории Сорбонны под руководством Э. Ога и А. Мишель-Леви. В 1922 году участвовала в работе 13-й сессии Международного геологического конгресса в Брюсселе. В 1926 году начала сотрудничество с минералогической лабораторией Музея естественной истории в Париже и в 1937 году возглавила петрографическое направление в научных исследованиях музея. Работала в лабораториях и вела исследования с ведущими европейскими учеными: Э. Огом, А. Лакруа, Э. Арганом, П. Прюво и многими другими.
В научной работе она сохранила приверженность русской геологической школе, хотя в научных исследованиях проявлялось влияние французской геологической школы.
Научное наследие Е. В. Ерёминой составляет свыше 100 публикаций. Она изучала петрографию осадочных, метаморфических, вулканических пород. В последние годы тщательно изучала состав метеоритного вещества. Проводила экспедиционные исследования в различных регионах мира. Имела высокий авторитет среди петрографов и воспитала целую плеяду учеников. Состояла членом Геологического общества Франции (с 1921) и Французского минералогического общества (с 1928). Предсказала большое будущее гипотезе теории дрейфа материков А. Вегенера.
Подробности биографии Е. В. Ерёминой стали известны благодаря сохранившейся переписке с Ф. Ю. Левинсон-Лессингом и публикации французского геолога Ж. Орсея (1965).
Скончалась в швейцарском курортном городке Цюрцах 10 марта 1964 года, где и была похоронена. «Согласно ее желанию на надгробной плите имя выгравировано по-русски и по-французски».